# Exciter
Exciter je deseti studijski album grupe Depeche Mode. Snimljen je 2000., a izdan 2001. godine.

## O albumu
Exciter je deseti studijski album grupe Depeche Mode koji je izdan 14. svibnja 2001. Na ovom albumu koristi se više digitalne glazbene tehnike nego na prijašnjim albumima. Producent albuma je Mark Bell grupe Björk. Album ima nekoliko pjesama koje su postale hit kao "I feel Loved". Album je podržan s Exciter turnejom, koja je bila jedna od najuspješnijih.

## Popis pjesama
1. "Dream On" – 4:19
2. "Shine" – 5:32
3. "The Sweetest Condition" – 3:42
4. "When the Body Speaks" – 6:01
5. "The Dead of Night" – 4:50
6. "Lovetheme" – 2:02
7. "Freelove" – 6:10
8. "Comatose" – 3:24
9. "I Feel Loved" – 4:20
10. "Breathe" – 5:17
11. "Easy Tiger" – 2:05
12. "I Am You" – 5:10
13. "Goodnight Lovers" – 3:48

### 2007 re-izdanje
Mute: DM CD 50 (CD/SACD + DVD)
- Disc 1 je hibridni SACD/CD koji sadrži multikanalni zapis.
- Disc 2 je DVD koji sadrži "Exciter" u DTS 5.1, Dolby Digital 5.1 i PCM Stereo plus bonus materijal

1. "Dream On" – 4:19
2. "Shine" – 5:32
3. "The Sweetest Condition" – 3:42
4. "When the Body Speaks" – 6:01
5. "The Dead of Night" – 4:50
6. "Lovetheme" – 2:02
7. "Freelove" – 6:10
8. "Comatose" – 3:24
9. "I Feel Loved" – 4:20
10. "Breathe" – 5:17
11. "Easy Tiger" – 2:05
12. "I Am You" – 5:10
13. "Goodnight Lovers" – 3:48

Live in Paris, Studeni 2001 (u DTS 5.1, Dolby Digital 5.1, PCM Stereo):
1. "The Dead Of Night"
2. "The Sweetest Condition"
3. "Dream On"
4. "When The Body Speaks"
5. "Breathe"
6. "Freelove"

Bonus pjesme (u DTS 5.1, Dolby Digital 5.1, PCM Stereo):
1. "Easy Tiger (cijela pjesma)"
2. "Dirt"
3. "Zenstation"
4. "When The Body Speaks (akustična verzija)"

Dodatni Materijal:
1. "Depeche Mode 1999–2002"

## Singlovi
1. "Dream On" (23 Travanj 2001.)
2. "I Feel Loved" (30 Srpanj 2001.)
3. "Freelove" (11 Listopad 2001.)
4. "Goodnight Lovers" (11 Veljača 2002.)